# Međimurje

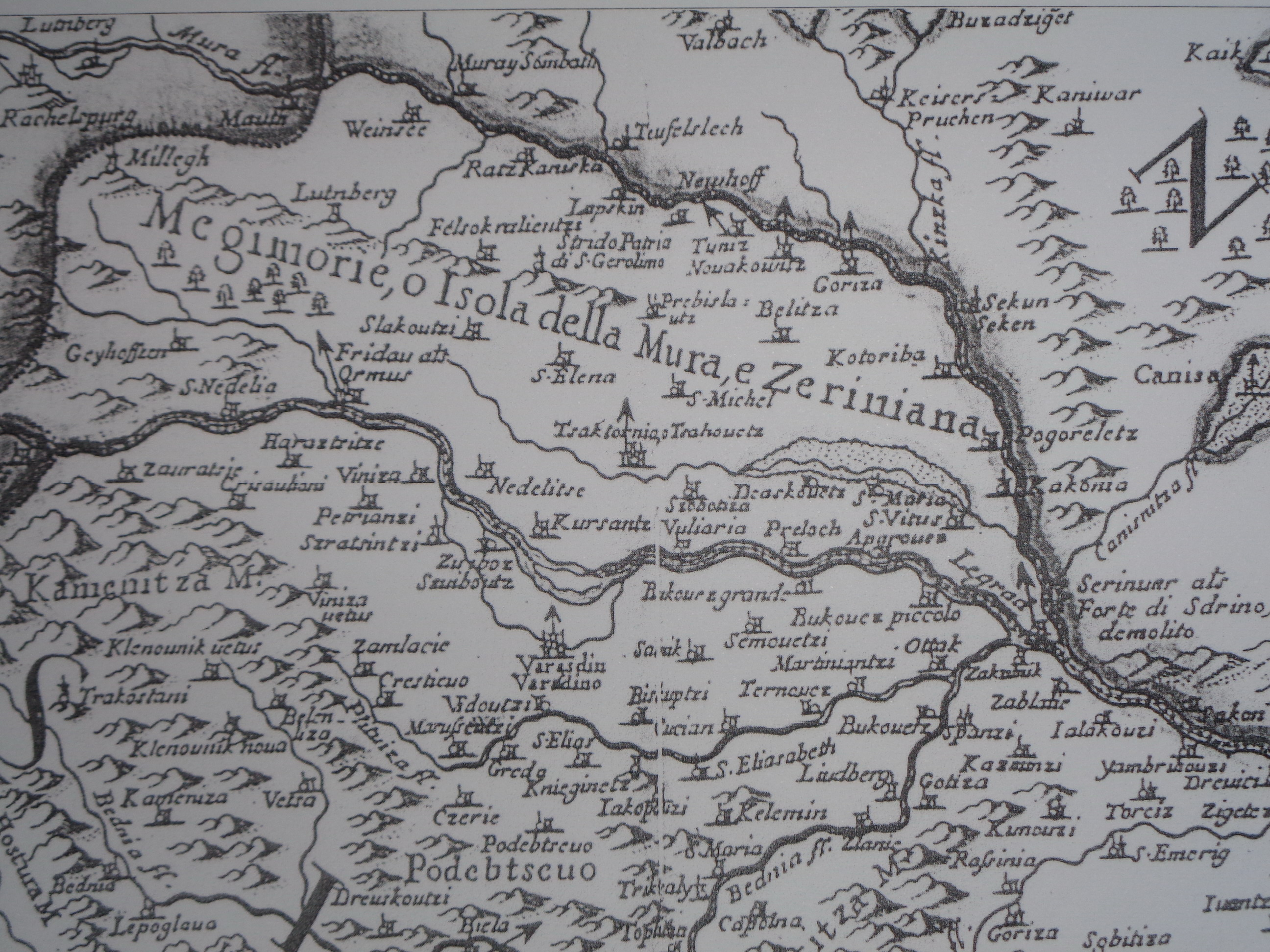
Međimurje (aquí en un mapa antiguo de 1690, con el río Mura como frontera con Hungría) es la parte más septentrional de Croacia.

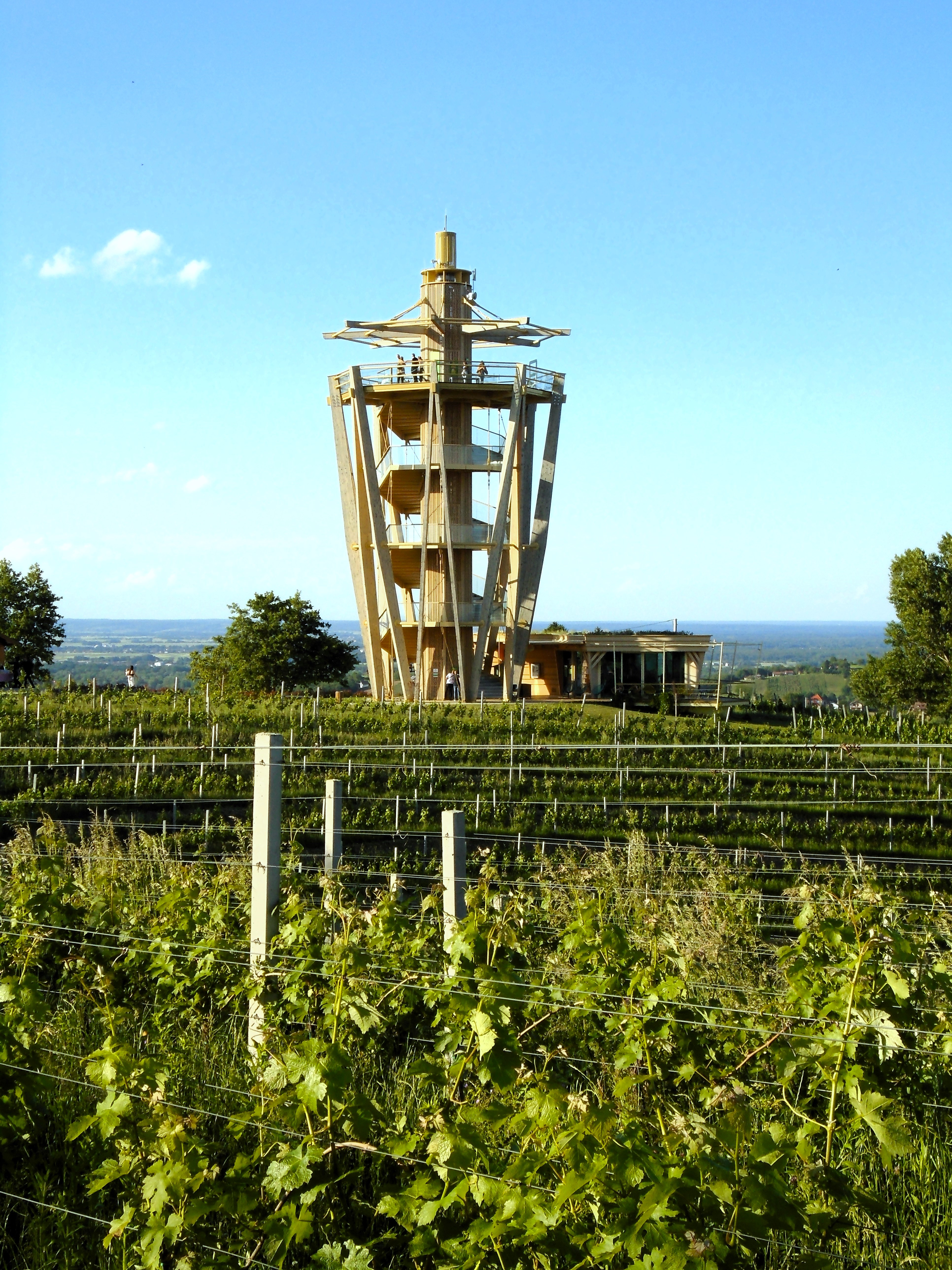
Paisaje del alto Međimurje.

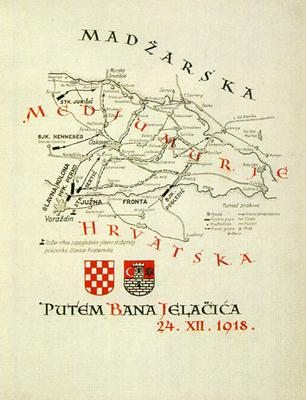
Mapa que muestra la campaña militar al final de la Primera Guerra Mundial, durante la cual Međimurje fue liberada de las fuerzas húngaras e incorporada al recién formado Estado de los Eslovenos, Croatas y Serbios.

Međimurje (en húngaro Muraköz) es una pequeña región histórica y geográfica en el norte de Croacia que comprende el área entre los dos grandes ríos, Mura y Drava, y que se corresponde aproximadamente a la división administrativa del condado de Međimurje.

## Descripción general
La región está formada por una llanura aluvial en su parte sureste (llamada Dolnje Međimurje, Bajo Međimurje) y las laderas de las estribaciones alpinas en su parte noroeste ( Gornje Međimurje, Alto Međimurje – a veces también, Međimurske gorice, aproximadamente "las colinas de Međimurje"). El punto geográfico más alto es Mohokos a 344.4 metros sobre el nivel del mar. Forma parte de una corta cadena montañosa que se extiende por unos 20 kilómetros a través de la parte noroeste de la región en dirección noroeste-sureste. Mientras que el Alto Međimurje está cubierto de arboledas, prados, viñedos y huertos frutales, el Bajo Međimurje se utiliza en gran medida para la labranza, que incluye campos de cereales, maíz, patatas, así como el cultivo de hortalizas.
La región ha estado habitada desde el Neolítico y la Edad del Bronce. Desde el siglo I estuvo bajo el control del Imperio romano y formaba parte de la provincia de Panonia. A principios de la Edad Media, los eslavos se asentaron en la región, que más tarde pasó a formar parte del Ducado de Croacia Panónica, luego del Reino de Croacia y (desde 1102) del Reino de Croacia en unión personal con Hungría. A lo largo de los siglos estuvo poseído por muchas familias nobles como los Lacković, Celjski, Ernušt, Zrinski, Althann o Feštetić.
Según las elecciones de 1527, Međimurje cayó bajo el dominio de los Habsburgo austríacos y siguió siendo parte de la monarquía de los Habsburgo (más tarde Imperio austríaco y Austria-Hungría) hasta el final de la Primera Guerra Mundial en 1918. Desde 1720 Međimurje pasó a ser oficialmente parte del condado húngaro de Zala.
Fue ocupada a finales de diciembre de 1918 y proclamada parte del recién formado Reino de los Serbios, Croatas y Eslovenos (más tarde renombrado como Yugoslavia) por una asamblea popular celebrada en la ciudad más grande de la región, Čakovec. Esto fue confirmado en el tratado de Trianón. Desde 1991 la región forma parte de la República de Croacia.